# 兵庫県道187号雲雀丘停車場線
兵庫県道187号雲雀丘停車場線（ひょうごけんどう187ごう ひばりがおおかていしゃじょうせん）は、兵庫県宝塚市から川西市に至る一般県道である。

## 概要
宝塚市雲雀丘1丁目から川西市寺畑2丁目に至る。阪急宝塚本線 雲雀丘花屋敷駅はもともと宝塚市側にある雲雀丘駅と花屋敷駅を統合するかたちでできた。兵庫県道187号花屋敷停車場線は旧雲雀丘駅側が起点のため、宝塚市側を起点としている。

### 路線データ
- 起点：宝塚市雲雀丘1丁目（阪急宝塚本線 雲雀丘花屋敷駅前）
- 終点：川西市寺畑2丁目（雲雀丘学園下交差点、国道176号交点）
- 総延長：296 m

## 地理

### 通過する自治体
- 宝塚市
- 川西市

### 交差する道路
| 交差する道路 | 交差する場所 | 交差する場所              |
| ------------ | ------------ | ------------------------- |
| 国道176号    | 寺畑2丁目    | 雲雀丘学園下交差点 / 終点 |

### 交差する鉄道
- 阪急宝塚本線

### 沿線
- 阪急宝塚本線 雲雀丘花屋敷駅
- 雲雀丘学園幼稚園
- 雲雀丘学園小学校
- 雲雀丘学園中学校・高等学校